# Petorca (província)
Petorca é uma província do Chile localizada na região de Valparaíso. Possui uma área de 4.588,9 km² e uma população de 70.610 habitantes (2002). Sua capital é a cidade de La Ligua. 

## Comunas
A província está dividida em 5 comunas:
- La Ligua
- Cabildo
- Zapallar
- Papudo
- Petorca